# Brasão de São Pedro da Aldeia
O brasão da cidade de São Pedro da Aldeia, juntamente ao hino e à bandeira, é um dos símbolos oficiais do município fluminense de São Pedro da Aldeia.

## Descrição
O símbolo é formado por um escudo em que contém, em seu interior, um peixe, que representa a pesca e é abundante no município, as salinas e seus moinhos (São Pedro da Aldeia foi um grande produtor de sal), a chave de São Pedro (padroeiro da cidade) e o sol.